# Hummuli
Hummuli es un pueblo del municipio de Tõrva, en el condado de Valga, Estonia, con una población censada a final del año 2011 de 310 habitantes. 
Se encuentra ubicado al noroeste del condado, al sur del lago Võrtsjärv, y cerca del río Väike Emajogi y de la frontera con el condado de Viljandi y con Letonia.